# 比约恩·乌尔韦乌斯
比約恩·烏爾韋烏斯（瑞典語：Björn Ulvaeus，發音：[ˈbjœːɳ ɵlˈvěːɵs] ⓘ；1945年4月25日—）是瑞典歌手和作曲人，他和後來離婚的妻子昂內塔·費爾特斯科格（Agnetha Fältskog）同為歌唱組合ABBA成員。

## 生平
比約恩·烏爾韋烏斯出生於瑞典哥德堡，但不久就移居韦斯特维克（Västervik）。烏爾韋烏斯在參軍服役後，在隆德大學完成學業。